# Marijan Mlinarić
Marijan Mlinarić (ur. 13 lutego 1943 w Jalžabecie, zm. 4 września 2007 w Varaždinie) – chorwacki polityk i lekarz, parlamentarzysta, w latach 2003–2005 minister spraw wewnętrznych.

## Życiorys
W młodości trenował karate, zdobył mistrzostwo Chorwacji w kategorii półciężkiej. Zajmował się później działalnością trenerską, założył i kierował klubem karate w Varaždinie. W 1968 ukończył studia medyczne na Uniwersytecie w Zagrzebiu, specjalizował się w chirurgii. W ramach praktyki zawodowej był m.in. ordynatorem oddziału torakochirurgii w szpitalu w Varaždinie. Pełnił funkcję sekretarza organizacji działającej na rzecz przeciwdziałania nowotworom, prowadził kampanie na rzecz wczesnego wykrywania raka piersi u kobiet.
Zaangażował się w działalność polityczną w ramach Chorwackiej Wspólnoty Demokratycznej (HDZ), był członkiem kierownictwa tej partii. W latach 1993–1995 zasiadał w wyższej izbie chorwackiego parlamentu. Od 1995 do 2001 zajmował stanowisko żupana żupanii varażdińskiej. W wyborach w 2003 został wybrany do Zgromadzenia Chorwackiego. W grudniu 2003 objął urząd ministra spraw wewnętrznych w rządzie Iva Sanadera, sprawował go do lipca 2005. Powrócił następnie do wykonywania mandatu poselskiego, zmarł przed końcem kadencji parlamentu.